# Dolichozele wheeleri
Dolichozele wheeleri är en stekelart som först beskrevs av Charles Thomas Brues 1926.  Dolichozele wheeleri ingår i släktet Dolichozele och familjen bracksteklar. Inga underarter finns listade i Catalogue of Life.